# 국제대기환경보전단체연합회
국제대기환경보전단체연합회(International Union of Air Pollution Prevention and Environmental Protection Associations)는 대기 환경 보전을 위해 선립된 국제 시민사회 단체이다.
1964년에 설립되어 미국, 독일, 일본 등 40여개의 단체들이 소속되어 있다.